# Großer Preis von Brasilien 2006
Der Große Preis von Brasilien 2006 (offiziell Formula 1 Grande Prêmio do Brasil 2006) fand am 22. Oktober auf dem Autódromo José Carlos Pace in São Paulo statt und war das 18. und letzte Rennen der Formel-1-Weltmeisterschaft 2006. Fernando Alonso reichte ein zweiter Platz zum Gewinn seines zweiten Weltmeistertitels. Renault sicherte sich mit fünf Punkten Vorsprung auf Ferrari die Konstrukteursmeisterschaft.

## Berichte

### Hintergrund
Nach dem Großen Preis von Japan führte Alonso in der Fahrerwertung mit zehn Punkten vor Michael Schumacher und mit 56 Punkten vor Giancarlo Fisichella. Alonso würde sich die Weltmeisterschaft sichern, es sei denn, Michael Schumacher würde das Rennen gewinnen und Alonso nicht in die Punkte fahren, da Michael Schumacher mehr Rennsiege hatte. In der Konstrukteurswertung führte Renault mit neun Punkten vor Ferrari und mit 90 Punkten vor McLaren-Mercedes.
Es war das bisher letzte Rennen für ein Auto mit V10-Motor, da die Scuderia Toro Rosso ab der Saison 2007 schließlich auf Ferrari 056 2,4-Liter-V8-Motoren umstieg.
Tiago Monteiro bestritt seinen letzten Grand Prix.
Mit Michael Schumacher (viermal), Fisichella und David Coulthard (jeweils einmal) traten drei ehemalige Sieger zu diesem Grand Prix an.

### Training

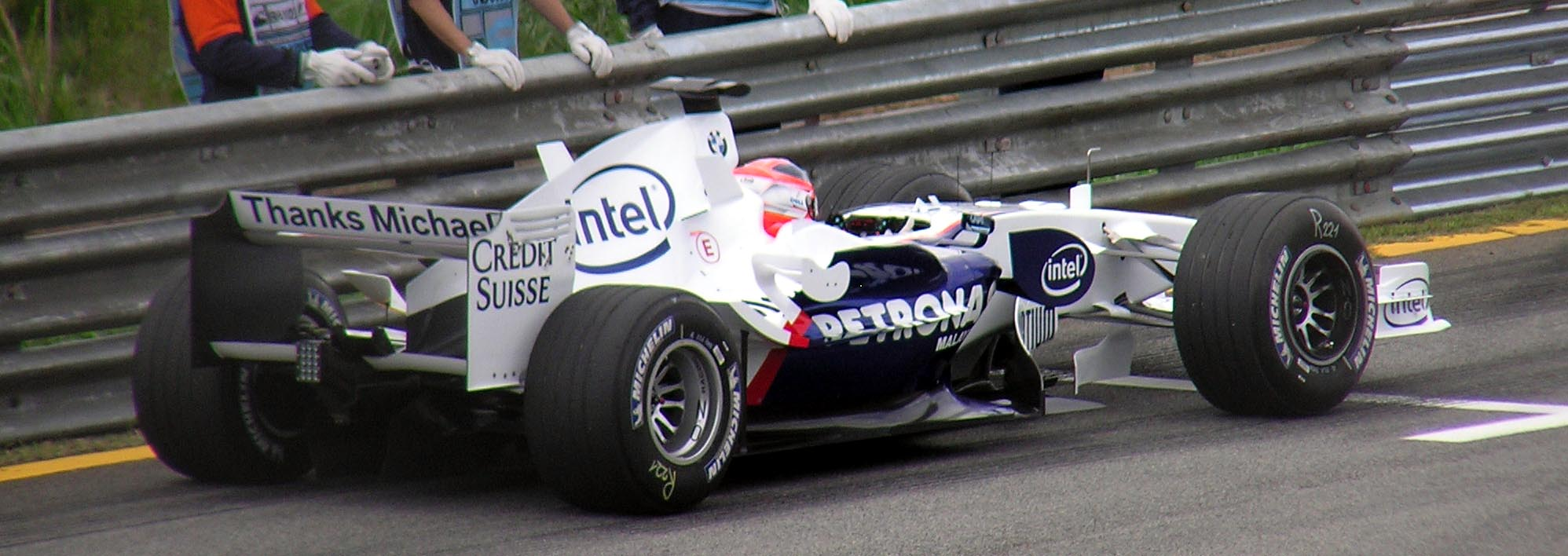
BMW Sauber brachte „Danke Michael“-Botschaften auf den Rückseiten ihrer Heckflügel an

Die letzten sechs Teams der Konstrukteursmeisterschaft 2005 waren berechtigt am Freitag im freien Training ein drittes Auto einzusetzen, selbiges galt für das neue elfte Team Super Aguri. Diese Fahrer fuhren am Freitag, traten aber weder im Qualifying noch im Rennen an. Alexander Wurz (Williams), Anthony Davidson (Honda), Michael Ammermüller (Red Bull), Sebastian Vettel (BMW Sauber), Ernesto Viso (Spyker), Neel Jani (Toro Rosso) und Franck Montagny (Super Aguri) nahmen in dieser Funktion an den Freitagstrainings teil.
Im ersten freien Training fuhr Kimi Räikkonen die schnellste Runde mit 1:13,764 Minuten vor Davidson und Wurz.
Im zweiten freien Training fuhr Wurz mit einer Zeit von 1:12,547 Minuten die schnellste Runde vor Davidson und Vettel.
Mit 1:11,433 Minuten gewann Felipe Massa das dritte freie Training vor Michael Schumacher und Jenson Button.

### Qualifying
Das Qualifying bestand aus drei Teilen mit einer Nettolaufzeit von 45 Minuten. Im ersten Qualifying-Segment (Q1) hatten die Fahrer 18 Minuten Zeit, um sich für das Rennen zu qualifizieren. Alle Fahrer, die im ersten Abschnitt eine Zeit erzielten, die maximal 107 Prozent der schnellsten Rundenzeit betrug, qualifizierten sich für den Grand Prix. Die besten 16 Fahrer erreichten den nächsten Teil.
Im ersten Abschnitt (Q1) fuhr Massa die schnellste Zeit. Scott Speed, die beiden Spyker, Coulthard und beide Super Aguri schieden aus.
Im zweiten Abschnitt (Q2) erzielte Michael Schumacher die schnellste Runde. Die Williams-Piloten sowie Pedro de la Rosa. Button, Robert Doornbos und Vitantonio Liuzzi schieden aus.
Im dritten Segment (Q3) sicherte sich Massa mit über einer halben Sekunde Vorsprung auf Räikkönen seine dritte Pole-Position. Dritter wurde Jarno Trulli. Alonso platzierte sich auf dem vierten Startplatz, Michael Schumacher musste das Qualifying ohne eine komplette Runde abbrechen, da sein Auto ein Kraftstoffproblem hatte und wurde daher nur Zehnter.

### Rennen

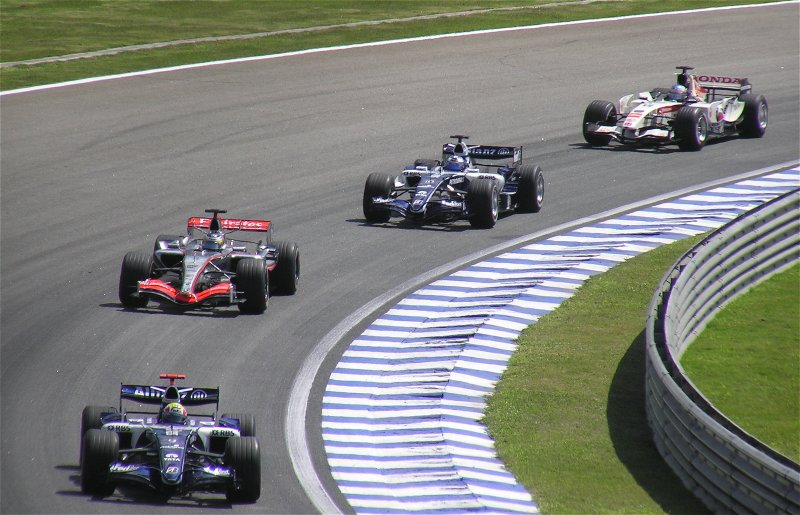
Beide Williams schieden nach einer Kollision miteinander in der ersten Runde bereits aus

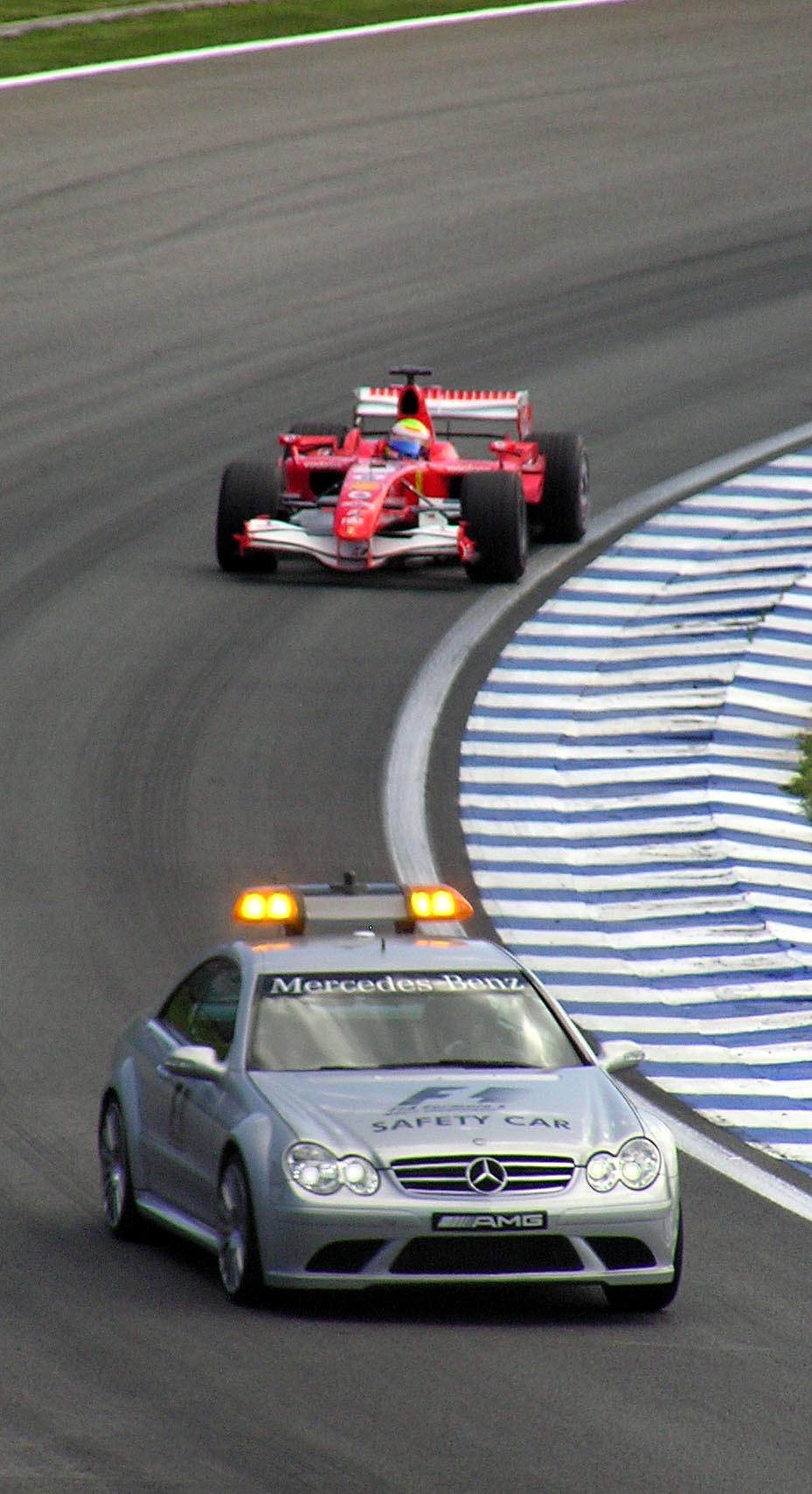
Felipe Massa hinter dem Safety-Car

Beim Start gelang es Massa, die Führung vor Räikkönen und Trulli zu behalten, während Michael Schumacher es sofort schaffte, die beiden BMW Sauber, den Toyota seines Bruders Ralf Schumacher und den Honda von Rubens Barrichello, zu überholen. Die beiden Williams beendeten ihr Rennen nach wenigen Metern und kollidierten in der Kurve Descia do Lago miteinander: Beide Autos wurden schwer beschädigt und Mark Webber schied am Ende der Runde mit einem fehlenden Heckflügel aus, während Nico Rosberg, bereits ohne Frontflügel, in der Kurve Subida dos Boxes heftig in die Mauer krachte. Rosberg blieb unverletzt, aber die verstreuten Trümmer auf der Strecke führten dazu, dass das Safety-Car eingesetzt wurde, um die Strecke zu säubern. Bevor das Safety-Car herauskam, wurde Barrichellos Honda in Kurve eins außen von Fisichella überholt.
Als das Safety-Car am Ende der zweiten Runde das Feld einholte, führte Massa vor Räikkönen, Trulli und Alonso, während Fisichella und Michael Schumacher auf den fünften bzw. sechsten Platz vorrückten. Barrichello, Ralf Schumacher, Robert Kubica und Button komplettierten die Top Ten, wobei Button den Ausfall der beiden Williams ausnutzte und Nick Heidfeld und de la Rosa überholte.
Der Restart erfolgte in Runde sechs und Button fuhr innen an Kubica vorbei, als die beiden die Ziellinie nur 0,038 Sekunden voneinander entfernt überquerten. Auch Michael Schumacher griff bald den Renault von Fisichella an und zwang den Italiener, in den Kurven 4 und 5 die Innenlinie zu schützen. In der nächsten Runde überholte Button Ralf Schumacher für den 8. Platz, während Massa sich bequem von seinen Verfolgern an der Spitze absetzte. Sein Teamkollege Michael Schumacher versuchte, auf der Hauptgeraden außen an Fisichella vorbeizukommen. Aber Fisichella wehrte sich und blieb am Eingang der ersten Kurve innen. Michael Schumacher zog in der ersten Kurve aggressiv nach innen und versuchte, Fisichella zum Zurückweichen zu zwingen. Fisichella versuchte, den Kontakt zu vermeiden, indem er sich auf die Bordsteinkante bewegte, doch sein Frontflügel schien den linken Hinterreifen des Ferrari ganz leicht zu berühren. Tatsächlich begann Michael Schumachers Auto in der nächsten Kurve heftig zu rutschen, da sein Reifen Luft verlor, was den Deutschen dazu zwang, die gesamte Runde mit deutlich reduzierter Geschwindigkeit zu fahren und dabei zuzusehen, wie das gesamte Feld an ihm vorbeizog. Das Ferrari-Team brauchte elf Sekunden, um alle vier Reifen zu wechseln – und nutzte die Gelegenheit auch zum Nachfüllen von Kraftstoff. Als Michael Schumacher wieder einstieg, lag er nur wenige Sekunden vor seinem Teamkollegen Massa und hatte damit fast eine Runde Rückstand auf den Führenden.
Die beiden Ferrari fuhren weiterhin die schnellsten Rundenzeiten, wobei Massa seinen Vorsprung auf Räikkönen auf dem zweiten Platz deutlich vergrößerte, während die Toyota in Schwierigkeiten gerieten, als in Runde 10 zuerst Ralf Schumacher und dann Trulli an der Box ausfielen. Dies bedeutete, dass die Reihenfolge in Runde 11 geändert wurde war: 1. Massa, 2. Räikkönen, 3. Alonso, 4. Fisichella, 5. Barrichello, 6. Button, 7. Kubica, 8. de la Rosa, 9. Heidfeld, 10. Speed, 11. Liuzzi, 12. Coulthard, 13. Takuma Satō, 14. Christijan Albers, 15. Sakon Yamamoto, 16. Doornbos, 17. Monteiro und 18. und Letzter Michael Schumacher.
Das Rennen verlief nun gleichmäßig, wobei die Ferrari immer noch die Schnellsten waren und Alonso bis auf zwei Sekunden an Räikkönens McLaren herankam. Coulthard schied mit seinem Red Bull-Ferrari in Runde 14 wegen mechanischer Probleme aus. Die ersten geplanten Boxenstopps fanden in Runde 21 statt, bei der Räikkönen, Fisichella und Barrichello alle zum Tanken und Reifenwechsel kamen. Fisichellas Stopp war etwas langsamer als der von Barrichello, was beinahe zu einer Kollision geführt hätte, als die beiden die Boxengasse verließen – der Renault-Fahrer konnte seine Position nur knapp halten. Sie kamen als 7., 8. bzw. 9. wieder auf die Strecke, direkt hinter de la Rosa und Heidfeld, die bisher um den 8. Platz gekämpft hatten, wobei Heidfeld in den Kurven schneller war, aber nicht mit der Geradeausgeschwindigkeit des McLaren mithalten konnte. Massa kam bis auf wenige Sekunden an die Überrundung seines Teamkollegen heran, bevor er in Runde 23 an die Box ging und zu diesem Zeitpunkt einen Vorsprung von 15 Sekunden auf Alonso auf dem zweiten Platz hatte. Massa blieb etwas mehr als acht Sekunden stehen und kam als Dritter zurück hinter Button, der nun Zweiter war, obwohl er als 14. gestartet war. Button kam in der nächsten Runde an die Box, sein 7,9-Sekunden-Stopp ermöglichte es ihm, bequem vor Fisichella und Barrichello auf den siebten Platz zurückzukehren. Alonso machte seinen Stopp in der folgenden Runde und konnte knapp vor Räikkönen, aber immer noch hinter de la Rosa und Heidfeld, wieder einsteigen. Kubica kam dann in Runde 26 von der zweiten Position an die Box und fiel auf den neunten Platz zurück. Sein Teamkollege folgte in Runde 27 und fiel dabei hinter die beiden Toro Rosso zurück, gerade als Button Räikkönen im Windschatten hinter sich lassen und ihn in Kurve eins überholen konnte. Massa führte nun mit 17 Sekunden Vorsprung vor de la Rosa, der erst 8 Runden später stoppte. Alonso, Button und Räikkönen folgten mit einem kleinen Abstand zurück zu Fisichella und Barrichello.

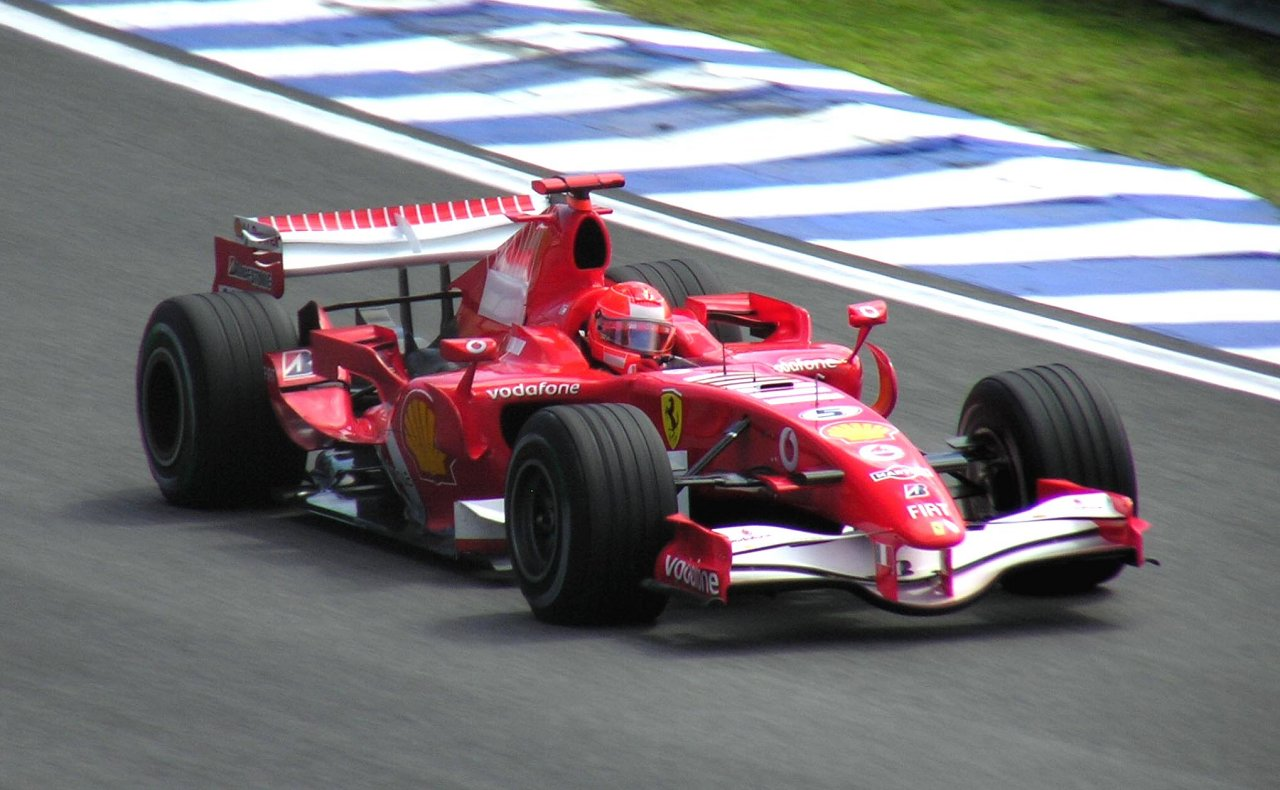
Ein Reifenschaden zwang Michael Schumacher zu einem weiteren Boxenstopp und verringerte die Chancen auf den Rennsieg

Michael Schumacher war dank der Boxenstopps der Super Aguris auf den 13. Platz vorgerückt und kam in Runde 31 an Doornbos vorbei und näherte sich Liuzzi, der gerade in einen Zwischenfall mit Heidfeld verwickelt war, in den er gerade hineingelenkt war, als Heidfeld den Italiener überholte. Der Frontflügel des BMW-Fahrers wurde durch den Kontakt beschädigt, er konnte aber weiterfahren. Liuzzi kam dann an die Box und hinter Michael Schumacher auf dem 11. Platz und nur 3 Sekunden hinter Heidfeld wieder auf die Strecke. Beide verbesserten sich in Runde 33 um eine Position, als auch Speed mit seinem Toro Rosso an die Box kam. Vorne zog Massa immer noch davon, nun 23 Sekunden vor de la Rosa, Alonso, Button und Räikkönen, die alle immer noch sehr dicht beieinander lagen. de la Rosa kam in Runde 35 zu seinem einzigen Boxenstopp an die Box (10,8 Sekunden) und fiel auf den 10. Platz zurück. Michael Schumacher überholte Heidfeld in der darauffolgenden Runde problemlos als Neunter, als Heidfeld in Runde 38 erneut an die Box musste, um den beschädigten Frontflügel ersetzen zu lassen.
Barrichello war als Erster an der Box, als in Runde 46 die zweite und letzte Runde der regulären Boxenstopps begann. Sein Stopp dauerte 8,3 Sekunden. Michael Schumacher folgte in Runde 47, nachdem er seit seinem ersten außerplanmäßigen Stopp 36 Runden gefahren war. Er kam als Achter direkt zwischen Barrichello und dem Spitzenreiter de la Rosa zurück. Fisichella schaffte seinen Stopp (7,2 Sekunden) in Runde 49. Button kam in der folgenden Runde an die Box (7,3 Sekunden), während Michael Schumacher auf der Hauptgeraden mühelos innen an Barrichello vorbeikam. Räikkönen war der nächste Mann an der Box und kam als Vierter zurück – nur knapp hinter Button, der damit beschäftigt war, Yamamoto und die Spyker zu überrunden. Der Spitzenreiter Massa stoppte in Runde 52 und kam noch vor dem zweitplatzierten Alonso zurück, der seine Position ebenfalls behielt, nachdem er zwei Runden später (6,8 Sekunden) stoppte.
Michael Schumacher schien nun für den zweiten Renault von Fisichella bedrohlich zu werden und das war für die Konstrukteurswertung von Bedeutung – wenn Ferrari die Plätze 1 und 2 belegen könnte und die Renault nur die Plätze 3 und 6, würden die beiden Teams punktgleich sein, Ferrari aber mit mehr Rennsiegen vorne sein. 15 Runden vor Schluss lag Michael Schumacher weniger als eine halbe Sekunde hinter Fisichella, als sie mit Räikkönen nur ein paar Sekunden weiter vorne über die Ziellinie kamen. Der Renault schien in der Lage zu sein, mit der beeindruckenden Geschwindigkeit des Ferrari mitzuhalten, und Michael Schumacher konnte nicht so leicht überholen wie im bisherigen Rennverlauf. Es folgte ein spannender Kampf, in dem Fisichella sich tapfer verteidigte, doch in Runde 62 bremste er in Kurve 1 zu spät und sein Renault landete auf dem Rasen, sodass Michael Schumacher die Position einnehmen konnte. Fisichella blieb knapp vor Fisichella.

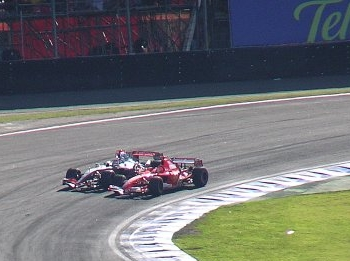
Das letzte Überholmanöver von Michael Schumacher gegen Kimi Räikkönen für den vierten Platz

Michael Schumacher schloss dann zum Viertplatzierten Räikkönen auf, der leicht hinter Button und Alonso zurückgefallen war. In Runde 64 war das Rennen von Heidfeld zu Ende, da am Ende der Hauptgeraden die Hinterradaufhängung seines BMW versagte. Schwenkende gelbe Flaggen in Kurve 1 hinderten Michael Schumacher daran, Räikkönen an der üblichen Überholstelle zu überholen, aber Räikkönen machte in der Haarnadelkurve 10 einen kleinen Fehler und Michael Schumacher zog mit dem Finnen im unterlegenen McLaren gleich. In der nächsten Kurve war Michael Schumacher jedoch außen und musste zurückstecken. Dabei verlor er etwas an Boden.

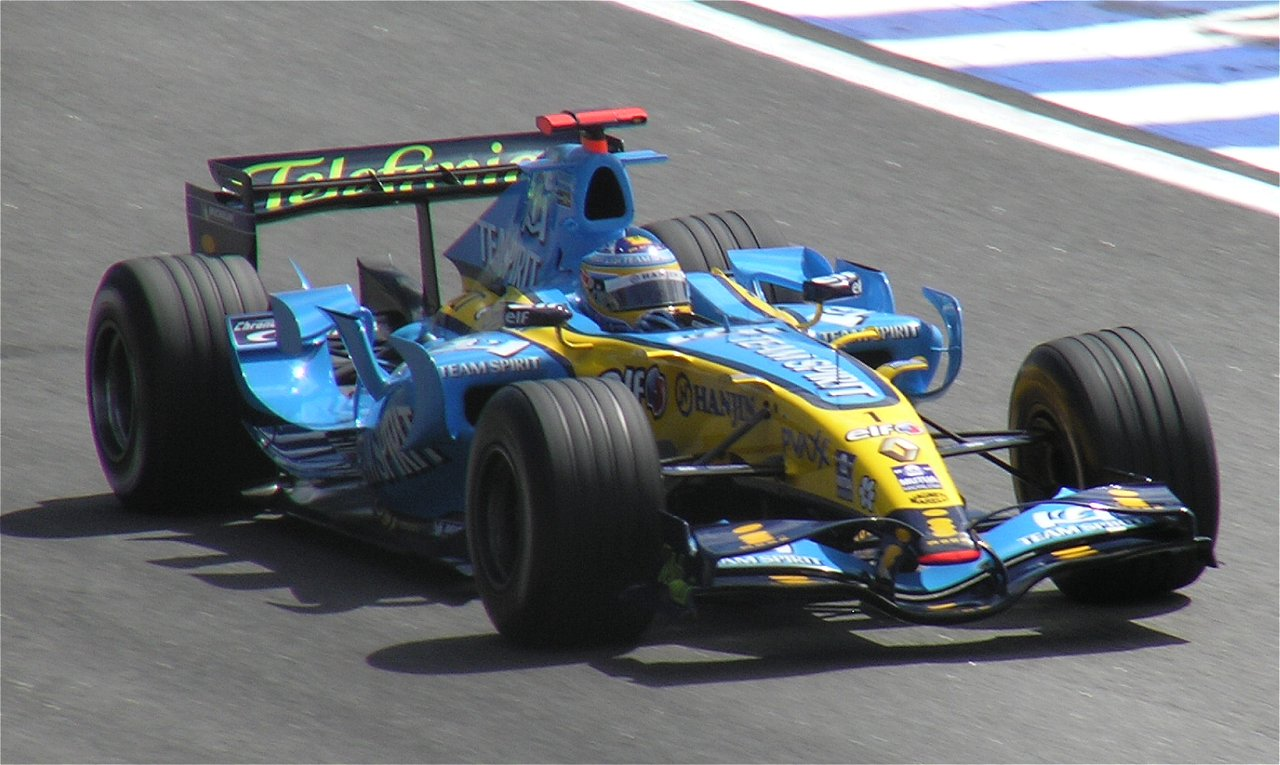
Fernando Alonso auf dem Weg zu seinem zweiten Weltmeistertitel

Vier Runden vor Schluss war Michael Schumacher dann wieder an Räikkönen dran und versuchte erneut die Position einzunehmen, aber Räikkönen verteidigte sich hervorragend gegen den überlegenen Ferrari, indem er in der ersten Kurve die Innenlinie übernahm. In der folgenden Runde war Michael Schumacher noch näher dran und lag auf der Hauptgeraden hinter dem McLaren. Räikkönen versuchte, den heranstürmenden Ferrari abzuwehren und ging wieder nach innen, aber dieses Mal war Michael Schumacher so viel schneller, dass er es schaffte, nebenher zu ziehen und gerade noch genug Platz zwischen dem McLaren und der Boxenmauer fand. Die beiden Autos fuhren Seite an Seite durch Kurve, doch Räikkönen musste schließlich in Kurve 2 nachgeben, als Michael Schumacher ihn auf die schmutzige Linie der Rennstrecke zwang.

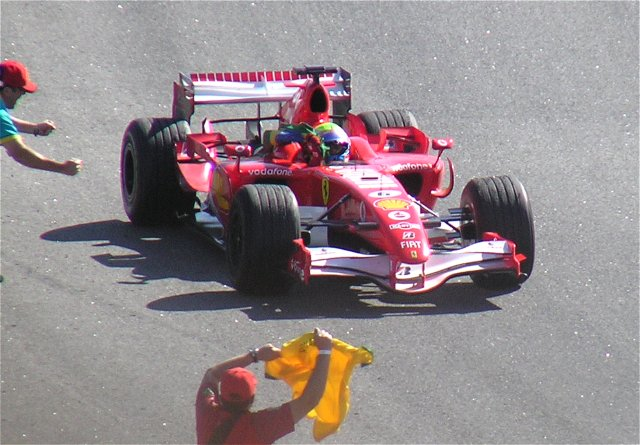
Rennsieger Felipe Massa mit der brasilianischen Flagge

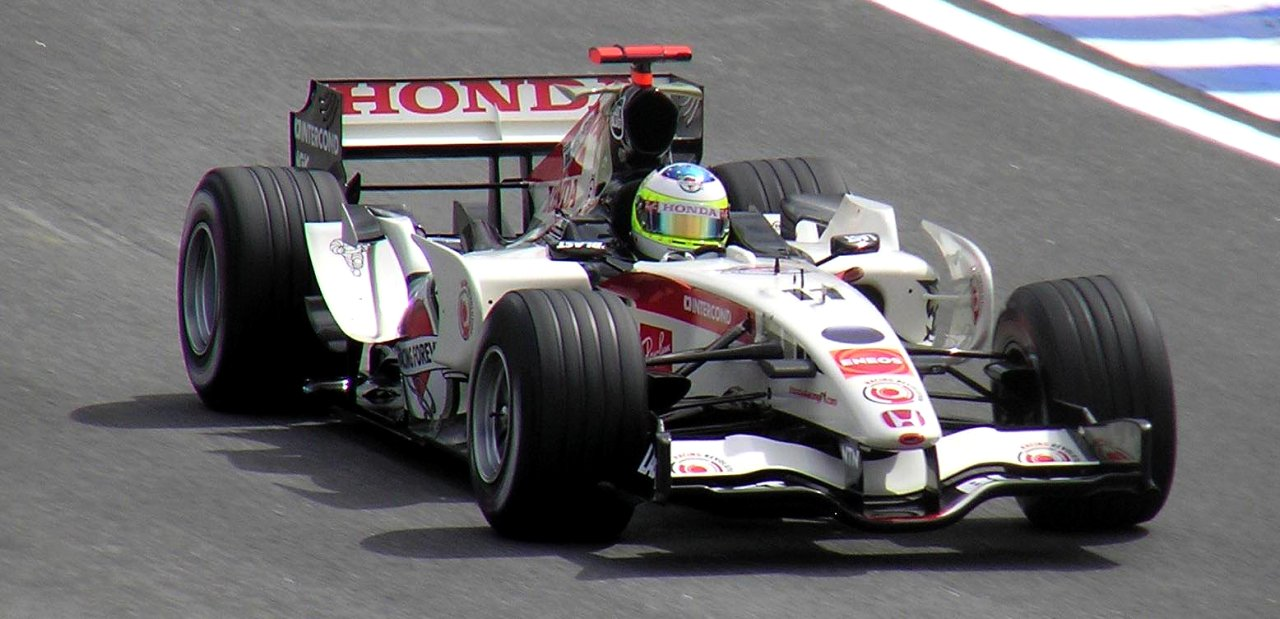
Lokalmatador Rubens Barrichello mit einem speziellen Helmdesign

Michael Schumacher jagte nun Alonso und Button und fuhr in der vorletzten Runde eine neue schnellste Runde (1:12,162 Minuten), konnte sie aber nicht rechtzeitig einholen. Massa gewann sein Heimrennen und wurde der erste brasilianische Sieger in São Paulo seit dem verstorbenen Ayrton Senna im Jahr 1993. Alonso sicherte sich mit Platz 2 seinen zweiten Fahrertitel. Button komplettierte das Podium auf Platz 3. Michael Schumacher wurde Vierter, Räikkönen Fünfter. Fisichella wurde Sechster und verhalf Renault damit zum zweiten Gewinn der Konstrukteursmeisterschaft. Barrichello und de la Rosa belegten die letzten beiden Punkteränge.
Michael Schumacher beendete nach dem Rennen mit 7 Weltmeistertiteln im Gepäck vorerst seine Karriere und gab erst zur Saison 2010 sein Comeback.

## Meldeliste
| Team                              | Nr. | Fahrer               | Chassis          | Motor                | Reifen |
| --------------------------------- | --- | -------------------- | ---------------- | -------------------- | ------ |
| Mild Seven Renault F1 Team        | 01  | Fernando Alonso      | Renault R26      | Renault 2.4 V8       | M      |
| Mild Seven Renault F1 Team        | 02  | Giancarlo Fisichella | Renault R26      | Renault 2.4 V8       | M      |
| Team McLaren Mercedes             | 03  | Kimi Räikkönen       | McLaren MP4-21   | Mercedes-Benz 2.4 V8 | M      |
| Team McLaren Mercedes             | 04  | Pedro de la Rosa     | McLaren MP4-21   | Mercedes-Benz 2.4 V8 | M      |
| Scuderia Ferrari Marlboro         | 05  | Michael Schumacher   | Ferrari 248 F1   | Ferrari 2.4 V8       | B      |
| Scuderia Ferrari Marlboro         | 06  | Felipe Massa         | Ferrari 248 F1   | Ferrari 2.4 V8       | B      |
| Panasonic Toyota Racing           | 07  | Ralf Schumacher      | Toyota TF106B    | Toyota 2.4 V8        | B      |
| Panasonic Toyota Racing           | 08  | Jarno Trulli         | Toyota TF106B    | Toyota 2.4 V8        | B      |
| Williams F1 Team                  | 09  | Mark Webber          | Williams FW28    | Cosworth 2.4 V8      | B      |
| Williams F1 Team                  | 10  | Nico Rosberg         | Williams FW28    | Cosworth 2.4 V8      | B      |
| Williams F1 Team                  | 35  | Alexander Wurz       | Williams FW28    | Cosworth 2.4 V8      | B      |
| Lucky Strike Honda Racing F1 Team | 11  | Rubens Barrichello   | Honda RA106      | Honda 2.4 V8         | M      |
| Lucky Strike Honda Racing F1 Team | 12  | Jenson Button        | Honda RA106      | Honda 2.4 V8         | M      |
| Lucky Strike Honda Racing F1 Team | 36  | Anthony Davidson     | Honda RA106      | Honda 2.4 V8         | M      |
| Red Bull Racing                   | 14  | David Coulthard      | Red Bull RB2     | Ferrari 2.4 V8       | M      |
| Red Bull Racing                   | 15  | Robert Doornbos      | Red Bull RB2     | Ferrari 2.4 V8       | M      |
| Red Bull Racing                   | 37  | Michael Ammermüller  | Red Bull RB2     | Ferrari 2.4 V8       | M      |
| BMW Sauber F1 Team                | 16  | Nick Heidfeld        | BMW Sauber F1.06 | BMW 2.4 V8           | M      |
| BMW Sauber F1 Team                | 17  | Robert Kubica        | BMW Sauber F1.06 | BMW 2.4 V8           | M      |
| BMW Sauber F1 Team                | 38  | Sebastian Vettel     | BMW Sauber F1.06 | BMW 2.4 V8           | M      |
| Spyker MF1 Team                   | 18  | Tiago Monteiro       | Midland M16      | Toyota 2.4 V8        | B      |
| Spyker MF1 Team                   | 19  | Christijan Albers    | Midland M16      | Toyota 2.4 V8        | B      |
| Spyker MF1 Team                   | 39  | Ernesto Viso         | Midland M16      | Toyota 2.4 V8        | B      |
| Scuderia Toro Rosso               | 20  | Vitantonio Liuzzi    | Toro Rosso STR1  | Cosworth 3.0 V10     | M      |
| Scuderia Toro Rosso               | 21  | Scott Speed          | Toro Rosso STR1  | Cosworth 3.0 V10     | M      |
| Scuderia Toro Rosso               | 40  | Neel Jani            | Toro Rosso STR1  | Cosworth 3.0 V10     | M      |
| Super Aguri Formula 1             | 22  | Takuma Satō          | Super Aguri SA06 | Honda 2.4 V8         | B      |
| Super Aguri Formula 1             | 23  | Sakon Yamamoto       | Super Aguri SA06 | Honda 2.4 V8         | B      |
| Super Aguri Formula 1             | 41  | Franck Montagny      | Super Aguri SA06 | Honda 2.4 V8         | B      |

Anmerkungen
1. 1 2 3 4 5 6 7  Nahm nur an den Freitagstrainings teil.

## Klassifikationen

### Qualifying
| Pos. | Fahrer               | Konstrukteur        | Q1         | Q2       | Q3         | Start |
| ---- | -------------------- | ------------------- | ---------- | -------- | ---------- | ----- |
| 01   | Felipe Massa         | Ferrari             | 1:10,643   | 1:10,775 | 1:10,680   | 01    |
| 02   | Kimi Räikkönen       | McLaren-Mercedes    | 1:12,035   | 1:11,386 | 1:11,299   | 02    |
| 03   | Jarno Trulli         | Toyota              | 1:11,885   | 1:11,343 | 1:11,328   | 03    |
| 04   | Fernando Alonso      | Renault             | 1:11,791   | 1:11,148 | 1:11,567   | 04    |
| 05   | Rubens Barrichello   | Honda               | 1:12,017   | 1:11,578 | 1:11,619   | 05    |
| 06   | Giancarlo Fisichella | Renault             | 1:12,042   | 1:11,461 | 1:11,629   | 06    |
| 07   | Ralf Schumacher      | Toyota              | 1:11,713   | 1:11,550 | 1:11,695   | 07    |
| 08   | Nick Heidfeld        | BMW Sauber          | 1:12,307   | 1:11,648 | 1:11,882   | 08    |
| 09   | Robert Kubica        | BMW Sauber          | 1:12,040   | 1:11,589 | 1:12,131   | 09    |
| 10   | Michael Schumacher   | Ferrari             | 1:11,565   | 1:10,313 | keine Zeit | 10    |
| 11   | Mark Webber          | Williams-Cosworth   | 1:11,973   | 1:11,650 | –          | 11    |
| 12   | Pedro de la Rosa     | McLaren-Mercedes    | 1:11,825   | 1:11,658 | –          | 12    |
| 13   | Nico Rosberg         | Williams-Cosworth   | 1:11,974   | 1:11,679 | –          | 13    |
| 14   | Jenson Button        | Honda               | 1:12,085   | 1:11,742 | –          | 14    |
| 15   | Robert Doornbos      | Red Bull-Ferrari    | 1:12,530   | 1:12,591 | –          | 22    |
| 16   | Vitantonio Liuzzi    | Toro Rosso-Cosworth | 1:12,855   | 1:12,861 | –          | 15    |
| 17   | Scott Speed          | Toro Rosso-Cosworth | 1:12,856   | –        | –          | 16    |
| 18   | Christijan Albers    | Spyker MF1          | 1:13,138   | –        | –          | 17    |
| 19   | David Coulthard      | Red Bull-Ferrari    | 1:13,249   | –        | –          | 18    |
| 20   | Takuma Satō          | Super Aguri-Honda   | 1:13,269   | –        | –          | 19    |
| 21   | Sakon Yamamoto       | Super Aguri-Honda   | 1:13,357   | –        | –          | 20    |
| 22   | Tiago Monteiro       | Spyker MF1          | keine Zeit | –        | –          | 21    |

Anmerkungen
1. ↑  Doornbos erhielt aufgrund eines Motorenwechsels eine Startplatzstrafe von zehn Plätzen.
2. ↑  Monteiro wurde erlaubt zu starten, da er im freien Training ausreichend schnell gefahren war.

### Rennen
| Pos. | Fahrer               | Konstrukteur        | Runden | Stopps | Zeit        | Start | Schnellste Runde |
| ---- | -------------------- | ------------------- | ------ | ------ | ----------- | ----- | ---------------- |
| 01   | Felipe Massa         | Ferrari             | 71     | 2      | 1:31:53,751 | 01    | 1:12,877 (23.)   |
| 02   | Fernando Alonso      | Renault             | 71     | 2      | + 18,658    | 04    | 1:12,961 (70.)   |
| 03   | Jenson Button        | Honda               | 71     | 2      | + 19,394    | 14    | 1:13,053 (71.)   |
| 04   | Michael Schumacher   | Ferrari             | 71     | 2      | + 24,094    | 10    | 1:12,162 (70.)   |
| 05   | Kimi Räikkönen       | McLaren-Mercedes    | 71     | 2      | + 28,503    | 02    | 1:13,281 (58.)   |
| 06   | Giancarlo Fisichella | Renault             | 71     | 2      | + 30,287    | 06    | 1:13,121 (70.)   |
| 07   | Rubens Barrichello   | Honda               | 71     | 2      | + 40,294    | 05    | 1:13,391 (48.)   |
| 08   | Pedro de la Rosa     | McLaren-Mercedes    | 71     | 1      | + 52,068    | 12    | 1:13,817 (63.)   |
| 09   | Robert Kubica        | BMW Sauber          | 71     | 2      | + 1:07,642  | 09    | 1:14,117 (25.)   |
| 10   | Takuma Satō          | Super Aguri-Honda   | 70     | 2      | + 1 Runde   | 19    | 1:13,401 (47.)   |
| 11   | Scott Speed          | Toro Rosso-Cosworth | 70     | 2      | + 1 Runde   | 16    | 1:13,862 (69.)   |
| 12   | Robert Doornbos      | Red Bull-Ferrari    | 70     | 2      | + 1 Runde   | 22    | 1:13,700 (62.)   |
| 13   | Vitantonio Liuzzi    | Toro Rosso-Cosworth | 70     | 2      | + 1 Runde   | 15    | 1:13,687 (69.)   |
| 14   | Christijan Albers    | Spyker MF1          | 70     | 2      | + 1 Runde   | 17    | 1:14,591 (61.)   |
| 15   | Tiago Monteiro       | Spyker MF1          | 69     | 1      | + 2 Runden  | 21    | 1:14,410 (38.)   |
| 16   | Sakon Yamamoto       | Super Aguri-Honda   | 69     | 3      | + 2 Runden  | 20    | 1:13,379 (67.)   |
| 17   | Nick Heidfeld        | BMW Sauber          | 63     | 2      | + 8 Runden  | 08    | 1:14,163 (18.)   |
| –    | David Coulthard      | Red Bull-Ferrari    | 14     | 0      | DNF         | 18    | 1:16,045 (12.)   |
| –    | Jarno Trulli         | Toyota              | 10     | 0      | DNF         | 03    | 1:14,882 (09.)   |
| –    | Ralf Schumacher      | Toyota              | 9      | 0      | DNF         | 07    | 1:16,835 (08.)   |
| –    | Mark Webber          | Williams-Cosworth   | 1      | 0      | DNF         | 11    | –                |
| –    | Nico Rosberg         | Williams-Cosworth   | 0      | 0      | DNF         | 13    | –                |

## WM-Stände nach dem Rennen
Die ersten acht des Rennens bekamen 10, 8, 6, 5, 4, 3, 2 bzw. 1 Punkt(e)

### Fahrerwertung
| Pos. | Fahrer               | Konstrukteur      | Punkte |
| ---- | -------------------- | ----------------- | ------ |
| 01   | Fernando Alonso      | Renault           | 134    |
| 02   | Michael Schumacher   | Ferrari           | 121    |
| 03   | Felipe Massa         | Ferrari           | 80     |
| 04   | Giancarlo Fisichella | Renault           | 72     |
| 05   | Kimi Räikkönen       | McLaren-Mercedes  | 65     |
| 06   | Jenson Button        | Honda             | 56     |
| 07   | Rubens Barrichello   | Honda             | 30     |
| 08   | Juan Pablo Montoya   | McLaren-Mercedes  | 26     |
| 09   | Nick Heidfeld        | BMW Sauber        | 23     |
| 10   | Ralf Schumacher      | Toyota            | 20     |
| 11   | Pedro de la Rosa     | McLaren-Mercedes  | 19     |
| 12   | Jarno Trulli         | Toyota            | 15     |
| 13   | David Coulthard      | Red Bull-Ferrari  | 14     |
| 14   | Mark Webber          | Williams-Cosworth | 7      |

| Pos. | Fahrer             | Konstrukteur        | Punkte |
| ---- | ------------------ | ------------------- | ------ |
| 15   | Jacques Villeneuve | BMW Sauber          | 7      |
| 16   | Robert Kubica      | BMW Sauber          | 6      |
| 17   | Nico Rosberg       | Williams-Cosworth   | 4      |
| 18   | Christian Klien    | Red Bull-Ferrari    | 2      |
| 19   | Vitantonio Liuzzi  | Toro Rosso-Cosworth | 1      |
| 20   | Scott Speed        | Toro Rosso-Cosworth | 0      |
| 21   | Tiago Monteiro     | Spyker MF1          | 0      |
| 22   | Christijan Albers  | Spyker MF1          | 0      |
| 23   | Takuma Satō        | Super Aguri-Honda   | 0      |
| 24   | Robert Doornbos    | Red Bull-Ferrari    | 0      |
| 25   | Yūji Ide           | Super Aguri-Honda   | 0      |
| 26   | Franck Montagny    | Super Aguri-Honda   | 0      |
| 27   | Sakon Yamamoto     | Super Aguri-Honda   | 0      |

### Konstrukteurswertung
| Pos. | Konstrukteur     | Punkte |
| ---- | ---------------- | ------ |
| 01   | Renault          | 206    |
| 02   | Ferrari          | 201    |
| 03   | McLaren-Mercedes | 110    |
| 04   | Honda            | 86     |
| 05   | BMW Sauber       | 36     |
| 06   | Toyota           | 35     |

| Pos. | Konstrukteur        | Punkte |
| ---- | ------------------- | ------ |
| 07   | Red Bull-Ferrari    | 16     |
| 08   | Williams-Cosworth   | 11     |
| 09   | Toro Rosso-Cosworth | 1      |
| 10   | Spyker MF1          | 0      |
| 11   | Super Aguri-Honda   | 0      |